# Pamuatan
Pamuatan is een bestuurslaag in het regentschap Sijunjung van de provincie West-Sumatra, Indonesië. Pamuatan telt 1540 inwoners (volkstelling 2010).